# Enric Fajarnés Cardona
Enric Fajarnés Cardona (castellà: Enrique Fajarnés Cardona)  (Eivissa, 1918 - Santa Eulària des Riu, 2003) fou un escriptor eivissenc que escrigué en castellà. És llicenciat en dret i va cursar estudis de Sociologia i Filosofia i Lletres. Acabada la guerra civil espanyola, va impartir classes de Literatura Espanyola a l'institut d'Eivissa. Ha escrit articles i contes estudiant la terra, el passat i la realitat insulars. Ha traduït al castellà poemes de Francesco Petrarca (Rimas en vida y muerte de Laura), Charles Baudelaire, Anthero de Quental, Friedrich von Schiller, Stéphane Mallarmé, José M. Heredia, Arthur Rimbaud, Rainer Maria Rilke i Franz Werfel i és conegut pels seus llibres de viatges. En català només ha publicat l'estudi Recull de dites i refranys d'Eivissa (2000) per patrocini de l'Institut d'Estudis Eivissencs. El 1997 va rebre el Premi Ramon Llull.

## Obres

### Poesia
- Primer cancionero (1945)
- Los topos (1955)
- El puerto antiguo (1957)
- Dos poemas del mar pitiuso (1983)

### Narració
- Viaje a Ibiza (1958)
- La Ibiza de nuestro tiempo (1978)
- Lo que Ibiza me inspiró (1987)
- Las cenizas capullinas (2001)